# Brown megye (Indiana)
Brown megye az Amerikai Egyesült Államokban, azon belül Indiana államban található. Megyeszékhelye és legnagyobb városa Nashville. Lakosainak száma 15 475 fő (2020. április 1.).

## Szomszédos megyék
- Johnson megye (északkelet)
- Bartholomew megye (kelet)
- Jackson megye (dél)
- Monroe megye (nyugat)
- Morgan megye (északnyugat)

## Népesség
A megye népességének változása:
| Lakosok száma | 15 210 | 15 078 | 15 069 | 15 023 | 14 977 | 15 475 |
|               | 2010   | 2011   | 2012   | 2013   | 2015   | 2020   |

## Kapcsolódó szócikk
- Indiana megyéinek listája